# Chikusichloa aquatica
Chikusichloa aquatica är en gräsart som beskrevs av Gen-Iti Koidzumi. Chikusichloa aquatica ingår i släktet Chikusichloa och familjen gräs. Inga underarter finns listade i Catalogue of Life.